# 理诺
聖理諾（拉丁語：Sanctus Linus PP.，13年—76年9月23日），為天主教會第二任教宗。天主教會視其為承繼聖伯多禄的第二任教宗。但一些新教學者視其為第一任羅馬主教（即教宗），由聖保祿任命，記於《使徒宪典》。

## 生平
出生於義大利的沃爾泰拉。在公元67年6月29日上任，於公元76年9月23日被殺殉道。
最早將理諾作為主教一世記錄下來是愛任紐（130年－202年），他在180年寫道「受祝福的使徒，在教宗任內致力建立並壯大了教會」；牛津教宗字典中，將這段話解釋為愛任紐認為理諾是首任羅馬主教；耶柔米將理諾介紹為「伯多祿之後的羅馬教會首位的領導者」；而在凱撒利亞的優西比烏的說法中，理諾是「在伯多祿與保祿相繼殉道後，羅馬教會中第一位具有主教資格者」；金口約翰則寫道「某些說法認為理諾是羅馬教會中，接續伯多祿作為主教的人」；而Liberian Catalogue也認為伯多祿是首任羅馬主教，理諾是其繼任者。

## 譯名列表
- ：思高本圣经弟后4:21作理諾。
- ：香港天主教教區檔案　歷任教宗作。
- 利奴：和合本提後4:21作「利奴」。

| 天主教會職銜        | 天主教會職銜                           | 天主教會職銜      |
| ------------------- | -------------------------------------- | ----------------- |
| 前任者： 教宗伯多禄 | 罗马主教 教宗 67年6月29日－76年9月23日 | 繼任者： 教宗克雷 |